# لال كريشنا أدفاني
لال كريشنا أدفاني (من مواليد 8 نوفمبر 1927) هو سياسي هندي شغل منصب نائب رئيس وزراء الهند ‏ من 2002 إلى 2004 في عهد أتال بيهاري فاجبايي. وهو أحد المؤسسين وزعيم بارز لحزب بهاراتيا جاناتا. عمل أدفاني أيضًا كوزير للشؤون الداخلية في حكومة التحالف الوطني الديمقراطي بقيادة حزب بهاراتيا جاناتا من 1998 إلى 2004. وكان زعيم المعارضة ‏ في لوك سابها الـ10 ‏ و 14 لوك سابها. وكان رئيس وزراء التحالف الوطني الديمقراطي رئيس الوزراء في عام 2009 الانتخابات العامة ‏. بدأ أدفاني مسيرته السياسية كمتطوع في راشتريا سوايامسيفاك سانغ، وهي منظمة قومية هندوسية يمينية. في عام 2015، حصل على بادما وبھوشن ‏ ، ثاني أعلى وسام مدني في الهند.

## النشأة والتعليم والزواج
ولد أدفاني في كراتشي في عائلة من رجال الأعمال السندية الهندوسية  لأبويه كيشانتشاند أدفاني وجياني ديفي. أكمل تعليمه المبكر من مدرسة سانت باتريك الثانوية، كراتشي، ثم التحق بكلية حيدر أباد الحكومية في السند. هاجرت عائلته إلى الهند أثناء التقسيم واستقرت في بومباي، حيث تخرج في القانون من كلية الحقوق الحكومية بجامعة ‏ بومباي.
تزوج أدفاني بكمالا أدفاني (1932–2017) في فبراير 1965. لديه ابن، جايانت، وابنة، براتيبها. تنتج براتيبها أدفاني برامج مسلسل تلفزيوني، كما تدعم والدها في أنشطته السياسية. توفيت زوجته في 6 أبريل 2017 بسبب تقدم العمر.

## الحياة السياسية

### وظيفة مبكرة
انضم أدفاني إلى راشتريا سوايامسيفاك سانغ (آر إس إس) في عام 1941 كصبي يبلغ من العمر 14 عامًا. أصبح براشراك (عامل متفرغ) لفرع كراتشي وطور عدة شاخاس هناك. بعد التقسيم، تم إرسال أدفاني كتدليل إلى ماتسيا الوار في راجستان، والتي شهدت عنفًا طائفيًا بعد التقسيم. كان يعمل في مقاطعات الوار، بهاراتبور، كوتا، بوندي وجلاوار حتى عام 1952.

### بهاراتيا جانا سانغ
أصبح أدفاني عضواً في بهاراتيا جاناتا سانغ ‏ ، والمعروفة أيضًا باسم جانا سانغ، وهو حزب سياسي أسس في عام 1951 من قبل سياما براساد موكيرجي بالتعاون مع آر إس إس. تم تعيينه سكرتيرًا لـ SS Bhandari ، ثم الأمين العام لجانا Sangh في ولاية راجاستان. في عام 1957، تم نقله إلى دلهي لرعاية الشؤون البرلمانية. سرعان ما أصبح الأمين العام، ثم رئيس وحدة دلهي في Jana Sangh. بعد انتخابات عام 1967، أصبح قائدًا لمجلس المدينة. ساعد أيضًا KR Malkani في تحرير منظم RSS الأسبوعي، وأصبح عضوًا في السلطة التنفيذية الوطنية في عام 1966.
أصبح عضوا في راجيا سبها من دلهي لمدة ست سنوات من عام 1970. بعد أن شغل العديد من المناصب في Jana Sangh ، أصبح رئيسًا لها في عام 1973 في جلسة كانبور للجنة عمل الحزب. كان أول عمل له كرئيس لـ BJS هو طرد العضو المؤسس والزعيم المخضرم بالراج مادوك من العضوية الأساسية في الحزب بسبب انتهاكه المفترض لتوجيهات الحزب والعمل ضد مصالح الحزب. كان رجيا سبها عضوا من ولاية غوجارات 1976 حتي 1982. بعد طوارئ أنديرا غاندي، اندمجت جانا سانغ والعديد من أحزاب المعارضة الأخرى في حزب جاناتا ‏. خاض أدفاني وزميله أتال بيهاري فاجبايي انتخابات لوك سابها عام 1977 كأعضاء في حزب جاناتا.

### حزب جاناتا لحزب بهاراتيا
شُكِلَّ حزب جاناتا من قبل القادة السياسيين والناشطين من مختلف الأحزاب السياسية الذين كانوا متحدين في معارضة حالة الطوارئ التي فرضها رئيس الوزراء في ذلك الوقت إنديرا غاندي. بعد الدعوة للانتخابات في عام 1977، شُكِلَّ حزب جاناتا من اتحاد الكونغرس (O) وحزب سواتانترا والحزب الاشتراكي في الهند وجانا سانغ ولوك دال. انفصل جاغيفان رام عن المؤتمر الوطني الهندي، حيث أحضر معه فصيلة صغيرة تعرف باسم «مؤتمر الديمقراطية»، وانضم إلى تحالف جاناتا. وقد أدى عدم شعبية قاعدة الطوارئ على نطاق واسع إلى منح حزب جاناتا وحلفائه انتصارًا ساحقًا في الانتخابات. أصبح مورارجي ديساي رئيس وزراء الهند، وأصبح أدفاني وزير الإعلام والإذاعة وأصبح فاجبايي وزير الخارجية.  
استقال أعضاء جانا سانغ السابقين من حزب جاناتا وشكلوا حزب بهاراتيا جاناتا الجديد. أصبح أدفاني قائدًا بارزًا في حزب بهاراتيا جاناتا الذي تم تأسيسه حديثًا ومثل الحزب في راجيا سبها (مجلس الشيوخ في البرلمان الهندي) من ولاية ماديا براديش لفترتين تبدأ في عام 1982.

### صعود حزب بهاراتيا جاناتا
تم تعيين Atal Bihari Vajpayee كأول رئيس للحزب الجديد. كتب المؤرخ راماشاندرا جها أنه على الرغم من حروب الفصائل داخل حكومة جاناتا، فإن فترة حكمها شهدت ارتفاعًا في دعم RSS ، الذي اتسم بموجة من العنف الطائفي في أوائل الثمانينيات. على الرغم من ذلك، اتخذ حزب بهاراتيا جاناتا بقيادة فاجبايي في البداية نهجا أكثر اعتدالا لهندوتفا، لكسب جاذبية أوسع. لم تنجح هذه الاستراتيجية، حيث فاز حزب بهاراتيا جاناتا بمقاعد لوك سابها فقط في انتخابات عام 1984. قبل بضعة أشهر من الانتخابات، تم اغتيال إنديرا غاندي، مما خلق موجة تعاطف مع الكونغرس والتي ساهمت أيضًا في انخفاض عدد الأصوات في حزب بهاراتيا جاناتا، حيث فاز الكونغرس بعدد قياسي من المقاعد. أدى هذا الفشل إلى تحول في موقف الحزب. تم تعيين أدفاني رئيسًا للحزب، وعاد حزب بهاراتيا جاناتا إلى هيندوتفا المتشدد لسلفه.

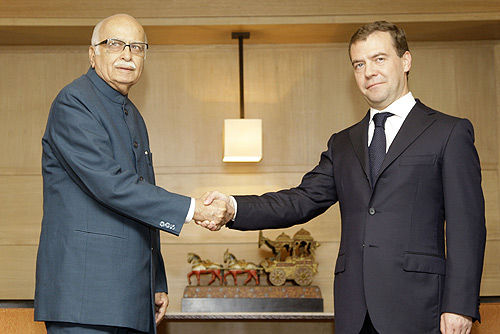
LK Advani مع ديمتري ميدفيديف من روسيا.

في عهد أدفاني، أصبح حزب بهاراتيا جاناتا هو الوجه السياسي لحملة رام جانبهومي. في أوائل الثمانينيات من القرن الماضي، بدأت فيشوا هندو باريشاد (VHP) حركة لبناء معبد مخصص للإله الهندوسي راما في موقع مسجد بابري في أيوديا. كان الانفعالات على أساس الاعتقاد بأن الموقع كان مسقط رأس راما، وأن المعبد كان واقفًا هناك وقد هدمه الإمبراطور المغولي بابور عندما بنى مسجد بابري. أيد المسح الأثري للهند (ASI) الادعاء بأن بنية هندوسية كانت ذات يوم في الموقع، دون التعليق على أي هدم محتمل. ألقى حزب بهاراتيا جاناتا دعمه وراء هذه الحملة، وجعلها جزءًا من البيان الانتخابي، الذي وفر أرباحًا غنية في الانتخابات العامة لعام 1989. على الرغم من فوز الكونغرس بأغلبية في الانتخابات، فقد رفض تشكيل حكومة، وهكذا أقسمت حكومة الجبهة الوطنية لـ VP Singh اليمين الدستورية. كان دعم حزب بهاراتيا جاناتا برصيد 86 مقعدا حاسما للحكومة الجديدة.
شرع أدفاني في "Rath Yatra"، أو رحلة عربة، لتعبئة karsevaks ، أو المتطوعين، للالتقاء على مسجد Babri لتقديم الصلوات. بدأ هذا راث ياترا، في سيارة مكيفة الهواء مزينة لتبدو وكأنها عربة، من سومناث في غوجارات وغطى جزءًا كبيرًا من شمال الهند حتى أوقفه رئيس وزراء بيهار، لالو براساد ياداف، على أساس أن كان يؤدي إلى عنف طائفي. في الانتخابات العامة لعام 1991، فاز حزب بهاراتيا جاناتا في المرتبة الثانية بعد المقاعد.  
في عام 1992، بعد عامين من إنهاء Advani yatra له، على الرغم من التأكيدات التي قدمها كاليان سينغ ‏ حكومة حزب بهاراتيا جاناتا إلى المحكمة العليا، تم هدم Babri Masjid من قبل القوات المجتمعية المزعومة تواطؤ حكومة كاليان سينغ. أدفاني هو أحد المتهمين الرئيسيين في قضية مسجد بابري.

### وزير الداخلية في حكومة التجمع الوطني الديمقراطي
بعد الانتخابات العامة عام 1996، أصبح حزب بهاراتيا جاناتا أكبر حزب منفرد، وبالتالي دعا إليه الرئيس لتشكيل الحكومة. أدى أتال بيهاري فاجبايي اليمين الدستورية كرئيس للوزراء في مايو 1996. ومع ذلك، لم تستمر الحكومة لفترة طويلة واستقال فاجباي بعد ثلاثة عشر يومًا. [بحاجة لمصدر]

### الفترة الثانية (1998 - 1999)
بعد عامين في الحياة السياسية، وصل التحالف الوطني الديمقراطي بقيادة حزب بهاراتيا جاناتا إلى السلطة مع عودة فاجبايي كرئيس للوزراء في مارس 1998، عندما دعت الانتخابات بعد أن شهدت الهند حكومتين غير مستقرتين برئاسة HD Deve Gowda وIK Gujral على التوالي.  
بعد سقوط حكومتي الجبهة المتحدة بين عامي 1996 و 1998 (HD Deve Gowda و IK Gujral)، تم حل Lok Sabha (مجلس النواب) في البرلمان الهندي وعقدت انتخابات جديدة. الآن، وقع تحالف من الأحزاب السياسية مع حزب بهاراتيا جاناتا لتشكيل التحالف الديمقراطي الوطني (NDA)، برئاسة AB Vajpayee. فاز التجمع الوطني الديمقراطي بأغلبية المقاعد في البرلمان. ومع ذلك، نجت الحكومة من 13 شهراً فقط حتى منتصف عام 1999 عندما سحبت All Indian Anna Dravida Munnetra Kazhagam (AIADMK) بقيادة J. Jayalalitha مساعدتها للحكومة. مع أن التجمع الوطني الديمقراطي لم يعد له الأغلبية، تم حل البرلمان الهندي مرة أخرى وتم تنظيم انتخابات جديدة. بقي فاجبايي رئيس الوزراء حتى تم تنظيم الانتخابات.  
أدفاني تولى منصب وزير الداخلية ورفع في وقت لاحق إلى منصب نائب رئيس الوزراء. وبصفته وزيراً للاتحاد، واجه أدفاني وقتًا عصيبًا مع الهند التي تواجه سلسلة من الاضطرابات الداخلية في شكل هجمات للمتمردين يزعم دعمها باكستان. استمرت حكومة التجمع الوطني الديموقراطي لفترة كاملة مدتها خمس سنوات حتى عام 2004، وهي الحكومة الوحيدة خارج الكونغرس التي قامت بذلك.  

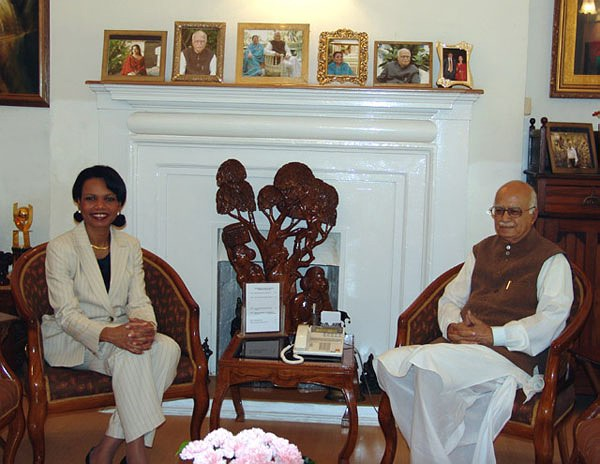
لال كريشنا أدفاني مع كوندوليزا رايس

تم اتهام Advani في فضيحة حيث يزعم أنه تلقى المدفوعات من خلال وسطاء الحوالة. تم تفريغه هو وآخرون في وقت لاحق من قبل المحكمة العليا في الهند، لأنه لم يكن هناك دليل إضافي يمكن استخدامه لتوجيه الاتهام إليهم. وفقًا للتحقيق القضائي الذي أجراه مكتب التحقيقات المركزي (CBI)، لم يتمكنوا من العثور على أي دليل موضوعي؛ نص حكم المحكمة العليا على أنه لم يشر أي بيان حتى إلى اسم أدفاني وأن الأدلة ضده اقتصرت على ذكر اسمه في عدد قليل من الأوراق.
ومع ذلك، فإن فشل هذا الادعاء من قبل البنك المركزي العراقي انتقد على نطاق واسع. بينما يعتقد البعض أن مسبار CBI قد نهض من خلال BJP على «سلطته المعنوية» المكتشفة حديثًا،  وادعى آخرون أن التحقيق كان حيلة سياسية.
مع اقتراب الانتخابات في عام 2004، كان أدفاني واثقًا تمامًا وقام بحملة عنيفة حيث زعم أن حزب المؤتمر لن يحصل على 100 مقعد. عانى حزب بهاراتيا جاناتا من هزيمة في الانتخابات العامة التي أجريت في عام 2004، واضطر إلى الجلوس في المعارضة. تحالف آخر، التحالف التقدمي الموحد بقيادة الكونغرس المنعش، وصل إلى السلطة، مع مانموهان سينغ كرئيس للوزراء. تفكك التجمع الوطني الديمقراطي مع حزب التيلجو ديسام، الذي كان قد دعم حكومة التجمع الوطني الديمقراطي من الخارج، وهجر التحالف. [بحاجة لمصدر]
تقاعد فاجباي من السياسة النشطة بعد هزيمة 2004، ووضع أدفاني في طليعة حزب بهاراتيا جاناتا. أصبح أدفاني زعيم المعارضة في لوك سبها من 2004 إلى 2009. خلال هذه الفترة، كان على Advani التعامل مع التمرد من داخل الحزب. وتحدث علنا ضد زميليه المقربين، أوما بهاراتي، ومدان لال كورانا، ومنافسه الطويل مورالي مانوهار جوشي . في يونيو 2005، وجه الكثير من الانتقادات عندما قام، أثناء زيارته لضريح جناح في كراتشي - مسقط رأسه، بتأييد محمد علي جناح ووصفه بأنه زعيم «علماني». هذا لم يجلس بشكل جيد مع آر إس إس، واضطر أدفاني إلى التخلي عن منصبه كرئيس لحزب بهاراتيا جاناتا. ومع ذلك، سحب الاستقالة بعد بضعة أيام. [بحاجة لمصدر]
وصلت العلاقة بين Advani و RSS إلى نقطة منخفضة عندما رأى رئيس الأخير KS Sudarshan أن كل من Advani و Vajpayee يفسحان المجال لقادة جدد. في احتفالات اليوبيل الفضي لحزب بهاراتيا جاناتا في مومباي في ديسمبر 2005، استقال أدفاني من منصب رئيس الحزب وراجناث سينج، وهو سياسي مبتدئ نسبياً من ولاية أوتار براديش تم انتخابه بدلاً منه. في مارس 2006، بعد انفجار قنبلة في مزار هندوسي في فاراناسي، قام أدفاني «بهارات سوراكشا ياترا» (سوجورن للأمن القومي)، لتسليط الضوء على الفشل المزعوم للتحالف التقدمي المتحد الحاكم في مكافحة الإرهاب.  

### ترشيح رئيس الوزراء

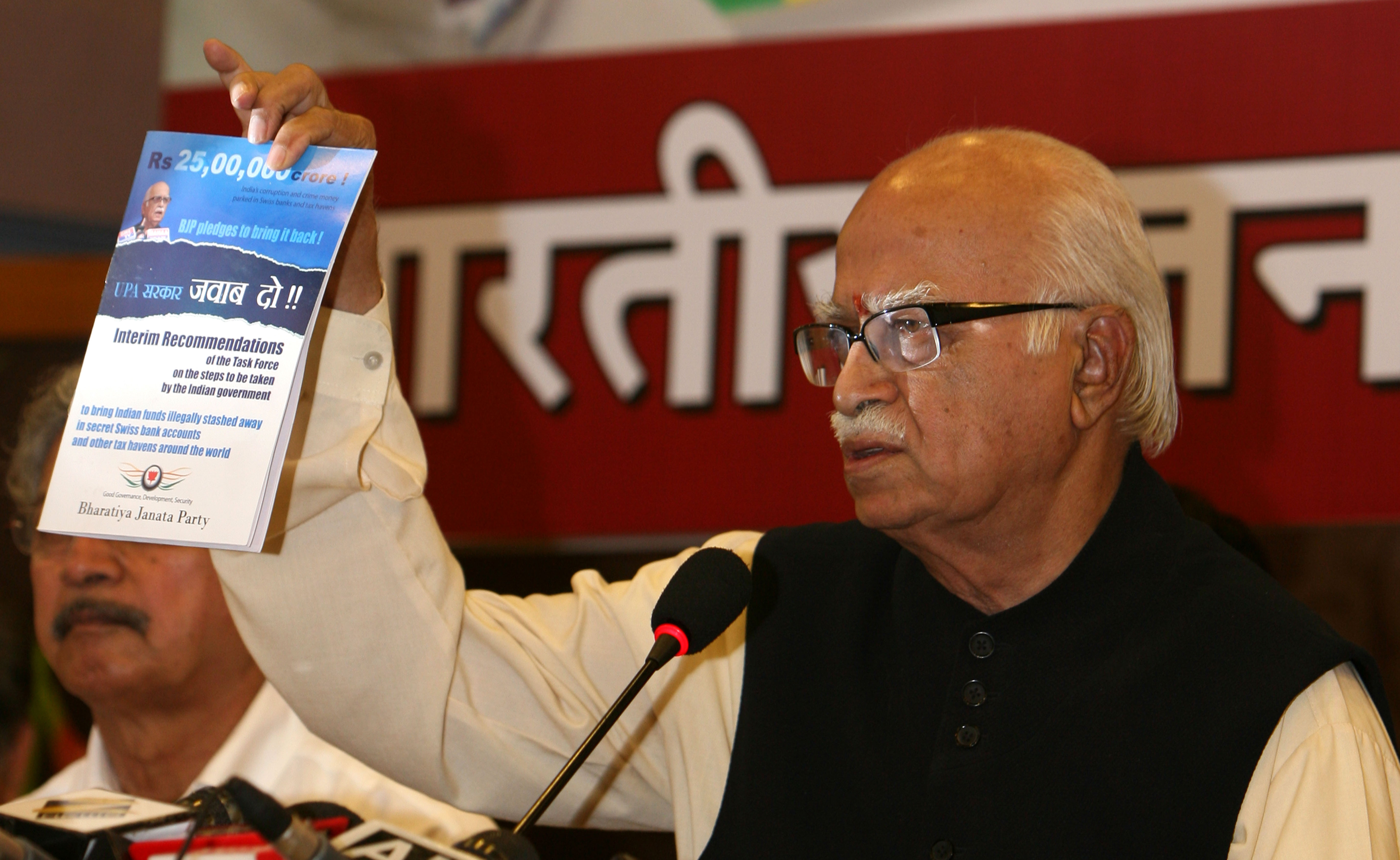
ادفاني يناقش النقود السوداء في تجمع خلال الحملة الانتخابية لعام 2009

في مقابلة مع قناة إخبارية في ديسمبر 2006، صرح أدفاني بأنه بصفته زعيم المعارضة في الديمقراطية البرلمانية، اعتبر نفسه مرشحًا لرئاسة الوزراء للانتخابات العامة، التي تنتهي في 16 مايو 2009. بعض زملائه لم يدعموا ترشيحه.
كان أحد العوامل الرئيسية لصالح أدفاني هو أنه كان دائمًا أقوى قائد في حزب بهاراتيا جاناتا باستثناء فاجبايي، الذي أيد ترشيح أدفاني. في 2 مايو 2007، صرح رئيس حزب بهاراتيا جاناتا Rajnath Singh بأنه: «بعد Atal لا يوجد سوى Advani. ادفاني هو الخيار الطبيعي. هو الذي يجب أن يكون PM». في 10 ديسمبر 2007، أعلن المجلس البرلماني لحزب بهاراتيا جاناتا رسميا أن LK Advani سيكون مرشح رئيس الوزراء للانتخابات العامة المقررة في عام 2009. [بحاجة لمصدر]
ومع ذلك، فاز المؤتمر الوطني الهندي وحلفاؤه في الانتخابات العامة لعام 2009، مما سمح لرئيس الوزراء الحالي مانموهان سينغ بمواصلة منصبه. بعد الهزيمة في الانتخابات، مهد LK Advani الطريق أمام Sushma Swaraj ليصبح زعيم المعارضة ‏ في Lok Sabha.
استقال أدفاني بشكل غير متوقع من جميع مناصبه في حزب بهاراتيا جاناتا في 10 يونيو 2013 بعد تعيين نارندرا مودي رئيسا للحملة الانتخابية لحزب بهاراتيا جاناتا لانتخابات 2014 في 9 يونيو 2013 في النهاية، سحب أدفاني استقالته في 11 يونيو 2013.

### مرج دارشاك ماندال
في عام 2014، انضم أدفاني إلى مارغ دارشاك ماندال من حزب بهاراتيا جاناتا مع مورلي مانوهار جوشي وأتال بيهاري فاجبايي.

### راث ياتراس
في محاولة لتعزيز شعبية حزب بهاراتيا جاناتا واستخدام السياسة الطبقية لكسب الأصوات، نظمت أدفاني 6 ياترا أو مسيرات طويلة المدى عبر البلاد، ابتداء من عام 1987.
1. رام راث ياترا  [لغات أخرى]‏ : بدأ أدفاني أول راث ياترا من سومناث بولاية غوجارات [37] في 25 سبتمبر 1990 ليصل أخيرًا إلى أيوديا في 30 أكتوبر 1990. وقد تم ربط ياترا للنزاع ماندير-مسجد تتمحور حول الموقع رام Janmabhoomi-مسجد بابري في ايوديا. ومع ذلك، ركز حزب بهاراتيا جاناتا وأدفاني yatra على النقاش العلمانية والشيوعية. تم إيقاف yatra في بيهار من قبل Lalu Prasad Yadav ، رئيس وزراء بيهار ثم تم اعتقاله بناءً على أوامر من فيشواناث براتاب سينغ  [لغات أخرى]‏ ، ثم رئيس وزراء الهند.[38]
2. جاناديش ياترا : بدأ أربعة ياتراس يدعى جاناديش ياترا [39] في 11 سبتمبر 1993 من أربعة أركان من البلاد. أدفاني قاد هذا yatra من ميسور. بالسفر عبر 14 ولاية وإقليمين من الاتحاد، تجمع yatris في بوبال في 25 سبتمبر في تجمع حاشد. كان الغرض من Janadesh Yatra هو السعي للحصول على ولاية الشعب ضد مشروعي القانون، مشروع قانون التعديل 80 للدستور ومشروع قانون تمثيل الشعب (التعديل).[40]
3. سوارنا جايانتي راث ياترا : سافر أدفاني سواراني جايانتي راث ياترا عبر الهند بين مايو ويوليو 1997. ووفقا لMr.Advani، أجريت ياترا في الاحتفال 50 عاما من استقلال الهند، وكذلك لمشروع حزب بهاراتيا جاناتا كما يلتزم طرفا في الحكم الرشيد.[41]
4. بهارات عدي ياترا : جرت بهارات عدي ياترا في الفترة التي سبقت انتخابات لوك سابها 2004.[42]
5. بهارات سوراكشا ياترا : أطلق حزب بهاراتيا جاناتا حملة سياسية جماهيرية على مستوى البلاد في شكل بهارات سوراكشا ياترا من 6 أبريل إلى 10 مايو 2006. كانت تتألف من اثنين من yatras - واحدة يقودها Advani ، زعيم المعارضة (لوك سبها)، من Dwaraka في ولاية غوجارات إلى دلهي. والآخر بقيادة راجناث سينغ، ثم رئيس حزب بهاراتيا جاناتا، من جاغاناث بوري في أوريسا إلى دلهي.[43] ركز yatra على الإرهاب اليساري، وسياسة الأقليات، والفساد، وحماية الديمقراطية، وارتفاع الأسعار.[44]
6. جان شيتنا ياترا : أطلق جان شيتنا ياترا في 11 أكتوبر 2011 من سيتاب ديارا، بيهار. ينص حزب بهاراتيا جاناتا على أن هدف جان شيتنا ياترا هو حشد الرأي العام ضد فساد حكومة UPA ووضع أجندة حزب بهاراتيا جاناتا للحكم الرشيد والسياسة النظيفة أمام شعب الهند.[45]

لقد تعرّضت حياته للخلافات، بعضها يتعلق بدوره في التحريض على أعمال شغب هدم أيوديا بابري في جميع أنحاء البلاد بالتواطؤ مع VHP وRSS ، بالإضافة إلى تهم الرشوة اللاحقة.

## كتابات
My Country My Life هو كتاب سيرة ذاتية من تأليف LK Advani. صدر الكتاب في 19 مارس 2008 من قبل عبد الكلام، الرئيس الحادي عشر للهند. يحتوي الكتاب على 1040 صفحة ويحكي روايات وأحداث سير ذاتية في حياة أدفاني. أصبح الكتاب أكثر الكتب مبيعًا في فئة القصص الخيالية. [بحاجة لمصدر] يزعم موقع الكتاب أن أكثر من 1,000,000 نسخة قد بيعت. [بحاجة لمصدر] يشتمل الكتاب على ذكر للأحداث في السياسة الهندية وتاريخ الهند من عام 1900 حتى عام 2007. [بحاجة لمصدر]
- كما أراها: LK Advani's Blog Posts (2011). (ردمك 978-8129118769)
- My Country My Life (2008). (ردمك 978-81-291-1363-4) ISBN   978-81-291-1363-4 .
- مناهج جديدة للأمن والتنمية (2003). (غلاف عادي) (ردمك 978-981-230-219-9) .
- كتاب قصاصات سجين (2002). (غلاف فني) (ردمك 978-81-88322-10-7) .

## مواقف
- 1967 - 1970: رئيس مجلس العاصمة، دلهي [6]
- 1970-1972: رئيس، بهاراتيا جانا سانغ، دلهي
- 1970 - 1989: عضو، راجيا سبها (أربع فترات)
- 1973-1977: الرئيس، جانا سانغ
- 1977: أمين عام، حزب جاناتا
- 1977-1979: وزير مجلس وزراء الاتحاد، وزارة الإعلام والإذاعة
- 1977-1979: زعيم مجلس النواب، راجيا سبها
- 1980-1986: الأمين العام لحزب بهاراتيا جاناتا (BJP)
- 1980-86: ليدر، بي جاي بي، راجيا سبها
- 1986-1991: رئيس حزب بهاراتيا جاناتا
- 1989: انتخب لوك سابها (الولاية الأولى) في نيودلهي
- 1989-1991: زعيم المعارضة، لوك سابها
- 1991-1993: زعيم المعارضة، لوك سابها
- 1991: انتخب لوك سابها العاشر (فترة ولاية ثانية)
- 1993-1998: رئيس حزب بهاراتيا جاناتا
- 1996: انتخب لوك سابها في المرتبة الحادية عشرة (الدورة الثالثة)
- 1998: تم انتخابه للوظيفة الثانية عشر لوك سبها (الفصل الرابع)
- 1998 - 1999: وزير الشؤون الداخلية  [لغات أخرى]‏
- 1999: انتخب لوك سابها الـ13  [لغات أخرى]‏ في المرتبة 13 (ولاية خامسة)
- 1999-2004: وزير مجلس الوزراء الاتحادي، الشؤون الداخلية
- 2002-2004: نائب رئيس وزراء الهند  [لغات أخرى]‏
- 2002: وزير مجلس وزراء الاتحاد، الفحم والمناجم
- 2004: تم انتخابه لـ14 Lok Sabha (الفصل السادس)
- 2009: انتخب لوك سابها الـ15  [لغات أخرى]‏ في 15 (ولاية 7)
- 2014: انتخب لوك سابها الـ16  [لغات أخرى]‏ حتى السادس عشر (الفصل الثامن)

## روابط خارجية
- لال كريشنا أدفاني على موقع IMDb (الإنجليزية)
- لال كريشنا أدفاني على موقع الموسوعة البريطانية (الإنجليزية)
- لال كريشنا أدفاني على موقع مونزينجر (الألمانية)
- الملف الشخصي في بي بي سي نيوز

| المكاتب السياسية                   | المكاتب السياسية                     | المكاتب السياسية               |
| ---------------------------------- | ------------------------------------ | ------------------------------ |
| يتقدم بواسطة </br> إندراجيت جوبتا ‏ | وزير الشؤون الداخلية </br> 1998-2004 | نجح بواسطة </br> شيفراج باتيل ‏ |
| يتقدم بواسطة </br> تشودري ديفي لال | نائب رئيس وزراء الهند ‏ </br> 2002-04 | شاغر                           |